# Мартініана-По
Мартініана-По (італ. Martiniana Po, п'єм. Martinian-a) — муніципалітет в Італії, у регіоні П'ємонт,  провінція Кунео.
Мартініана-По розташована на відстані близько 520 км на північний захід від Рима, 60 км на південний захід від Турина, 31 км на північний захід від Кунео.
Населення — 723 особи (2014).

## Демографія
Населення за роками:

Станом на 1 січня 2023 року в муніципалітеті офіційно проживав 121 іноземець з 14 країн, серед них 15 громадян країн Євросоюзу.

## Сусідні муніципалітети
- Бронделло
- Броссаско
- Гамбаска
- Ізаска
- Ревелло